# Галицкий коммунист (газета)
«Галицкий коммунист» (укр. Галицький Комуніст) — первая коммунистическая газета для западноукраинских трудящихся.
Издавалась с 10 мая 1919 до 30 апреля 1920 года в Киеве, как печатный орган Временного Комитета Компартии Восточной Галичины и Буковины. С 15 июня 1919 до 5 марта 1920 газета не издавалась.
С № 3 — орган комитета Компартии Восточной Галиции и Буковины.
Впоследствии — нелегальная газета, издавалась в глубоком подполье на территории Галичины, захваченной Польшей. с 1920 — газета краевого комитета КП(б)У Восточной Галиции и Буковины. Всего вышло 36 номеров.
В Киеве в течение нескольких месяцев партийное пресс-бюро и редакцию газеты «Галицкий коммунист» возглавлял Олесь Досвитный.
В «Галицком коммунисте» печатались материалы, критикующие руководство Западно-Украинской Народной республики (ЗУНР), освещались вопросы политического и экономического положения Западной Украины и борьбы против оккупации панской Польши, за воссоединение с Советской Украиной.